# Ischnolea singularis
Ischnolea singularis là một loài bọ cánh cứng trong họ Cerambycidae.